# Stará severština

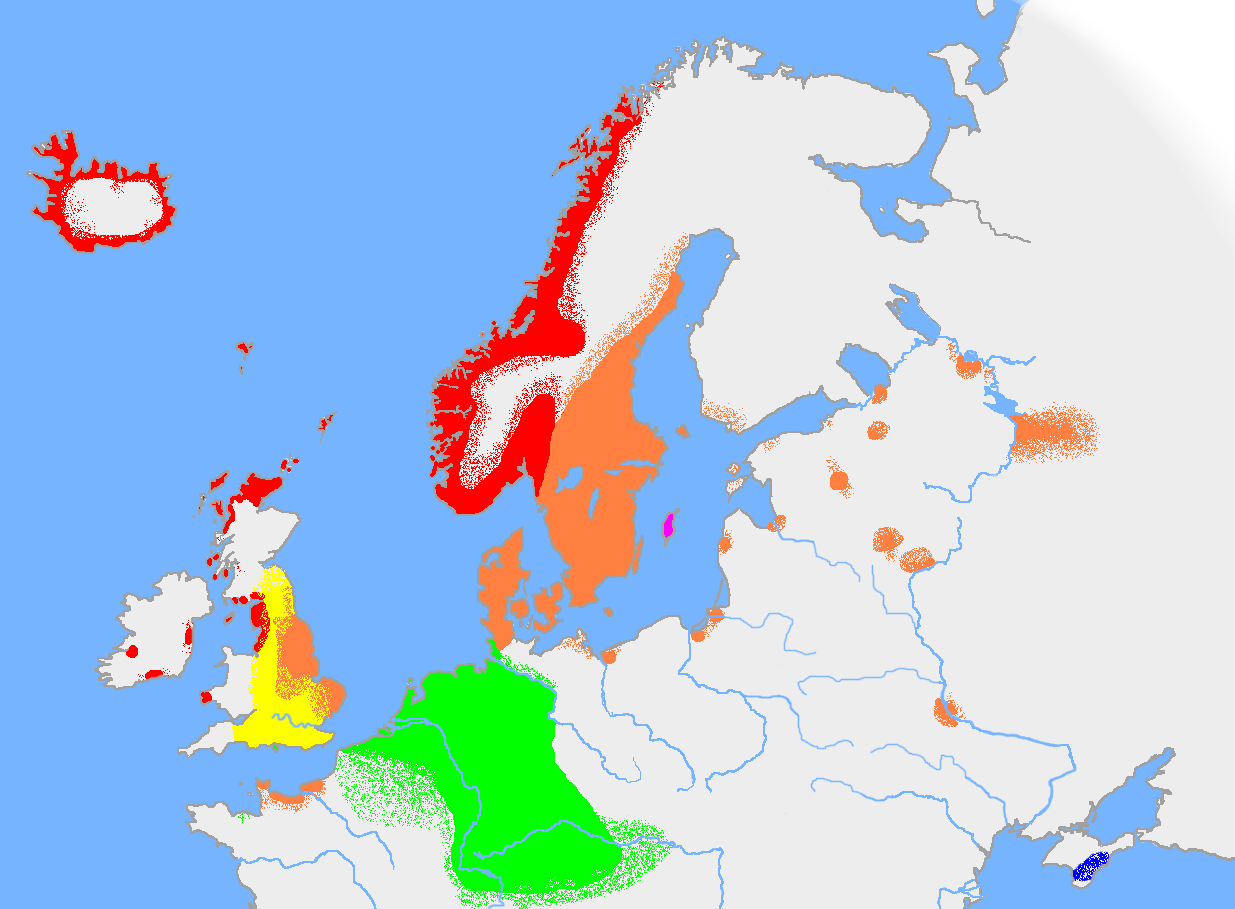
Stav začátkem 10. století
nářečí západní staré severštiny
nářečí východní staré severštiny
stará gotlandština
stará angličtina
krymská gótština
ostatní germánské jazyky

Stará severština či staroseverština (švédsky fornnordiska, dánsky a norsky urnordisk, islandsky fornnorræna) byl germánský jazyk, z nějž se později vyvinuly dnešní severogermánské jazyky – dánština, švédština, norština, faerština a islandština.

## Historie
V praseverském období – zhruba v letech 200–800 – se tímto jazykem hovořilo ve Skandinávii. O vlastní staré severštině se obvykle hovoří mezi roky 800 (začátek vikinského období) a 1300. V 9. století došlo k postupnému nářečnímu štěpení na východní a západní větev. Východní starou severštinou se hovořilo na území dnešního Dánska a Švédska – jazyky označované jako stará dánština a stará švédština byly v tomto období v podstatě identické. Západní stará severština byla používána na území dnešního Norska, odkud Vikingové pronikali do dalších oblastí, jako je Island. Proto je stará islandština totožná se starou norštinou. Rozdíly mezi východními a západními nářečími spočívají v odlišném vývoji fonologického systému samohlásek a dvojhlásek. Mimo toto rozdělení stojí stará gotlandština, která prošla odlišným vývojem.
Nejstarší písemné památky jsou psány runovým písmem. S příchodem křesťanství (od 11. století) byla postupně zavedena latinka. Stará severština byla flektivní jazyk se systémem 4 pádů, 3 rodů a bohatým časováním podle osoby a čísla. Tento starý mluvnický systém se zachoval v ostrovních skandinávských jazycích (islandština, faerština), zatímco v kontinentálních (dánština, norština, švédština) byl v pozdějším období zjednodušen a tyto jazyky nabyly charakter analytických jazyků.

## Příklady

### Číslovky
| Stará severština | Česky |
| einn, ᛅᛁᚾ        | jedna |
| tveir, ᛏᚢᛅᛁᚱ     | dva   |
| þrír, ᚦᚱᛁᚱ       | tři   |
| fjórir, ᚠᛁᚬᚱᛁᚱ   | čtyři |
| fimm, ᚠᛁᛘ        | pět   |
| sex, ᛋᛁᚴᛋ        | šest  |
| sjau, ᛋᛁᛅᚢ       | sedm  |
| átta, ᛅᛏᛅ        | osm   |
| níu, ᚾᛁᚢ         | devět |
| tíu, ᛏᛁᚢ         | deset |

## Vzorový text
Öll lét senn enn svinni
sönn Einriða mönnum
herjum kunn of herjuð
hofs lönd ok vé banda,
áðr veg jötna vitni
valfalls, of sjá allan,
þeim stýra goð, geira
garðs Hlóriði farði.
Ok herþarfir hverfa,
Hlakkar móts, til blóta,

### Všeobecná deklarace lidských práv
| stará severština | Allir menn eru bornir frjálsir ok jafnir at virðingu ok réttum. Þeir eru allir viti gœddir ok samvizku, ok skulu gøra hvárr til annars bróðurliga. |
| česky            | Všichni lidé se rodí svobodní a sobě rovní co do důstojnosti a práv. Jsou nadáni rozumem a svědomím a mají spolu jednat v duchu bratrství.         |